# Westerndorf (Rosenheim)
Westerndorf ist ein Stadtteil von Rosenheim in Oberbayern. Das Kirchdorf liegt im Süden des Stadtgebiets. Es sind zwei verschiedene Namensausführungen gebräuchlich: Westerndorf am Wasen und Westerndorf bei Pang.

## Geographie
Der Name Westerndorf leitet sich von der Lage zum Nachbarort Pang ab: Westerndorf liegt westlich davon.
Im Zentrum befindet sich die bekannte Wallfahrtskirche St. Johann Baptist und Heilig Kreuz, die als Filialkirche zur Pfarrei Mariä Himmelfahrt Pang und somit zur Stadtteilkirche Rosenheim – Am Wasen gehört. Zu den besonderen Ereignissen im Jahr zählt das Patroziniumsfest. Im Dezember findet am Ersten Weihnachtstag ein Festgottesdienst statt, ebenso am Pfingstmontag und am Samstag nach Ostern. Am Kirtasonntag wird ein besonderer Brauch in Westerndorf praktiziert: der Kirta-Umgang. Die Jugend trifft sich am Nachmittag beim Wirt und geht anschließend Stationen im Dorf, in Oberkaltbrunn, Hohenofen und Stocka ab.
Neben der Kirche liegt ein Gasthof sowie das Feuerwehrhaus der Löschgruppe Westerndorf, die zur Freiwilligen Feuerwehr Pang gehört. Zudem findet sich dort eine Stadtbushaltestelle mit stündlicher Anbindung nach Rosenheim, Pang, Aising und Aisingerwies.
Der Westerndorfer Weiher, am westlichen Ortsausgang gelegen, wird im Winter zum Treffpunkt der Region. Hier treffen sich Jugendliche zum Eishockeyspiel. Auch ein kleiner Rundweg führt entlang des Gewässers. Zudem finden sich Gruppen zum Eisstockschießen ein.
Rund um Westerndorf gibt es zahlreiche Weiler und kleinere Dörfer. Zuerst ist der größere Stadtteil Pang östlich von Westerndorf zu nennen. Westlich, am Verlauf der Staatsstraße 2010 liegt Stocka. Hinter der Autobahnbrücke in Stocka liegt das durch die Fischzucht bekannte Gebiet Wasserwiesen (Gemeindegebiet Raubling). Nördlich von Westerndorf liegt auf einer Erhebung Schlipfham. An der Kalten liegt mit der Plackermühle Oberkaltbrunn, weiter in Richtung Pang liegt Unterkaltbrunn. An der Hohenofener Straße liegen Hohenofen und Brucklach, einige hundert Meter nordwestlich auf einem Hügel Pösling. In den Panger Feldern liegen die Aussiedlerhöfe am Esterfeld.

## Politik
Im Rosenheimer Stadtrat ist Nebenerwerbslandwirt Georg Kaffl (CSU) aus Westerndorf vertreten.

## Vereine
Das öffentliche Leben in Westerndorf ist von den Aktivitäten zahlreicher Vereine geprägt. Herauszuheben sind die Löschgruppe Westerndorf, der Panger Trachtenverein, die Westerndorfer Ministranten sowie die katholische Landjugendbewegung Aising-Pang. 

## Kirche

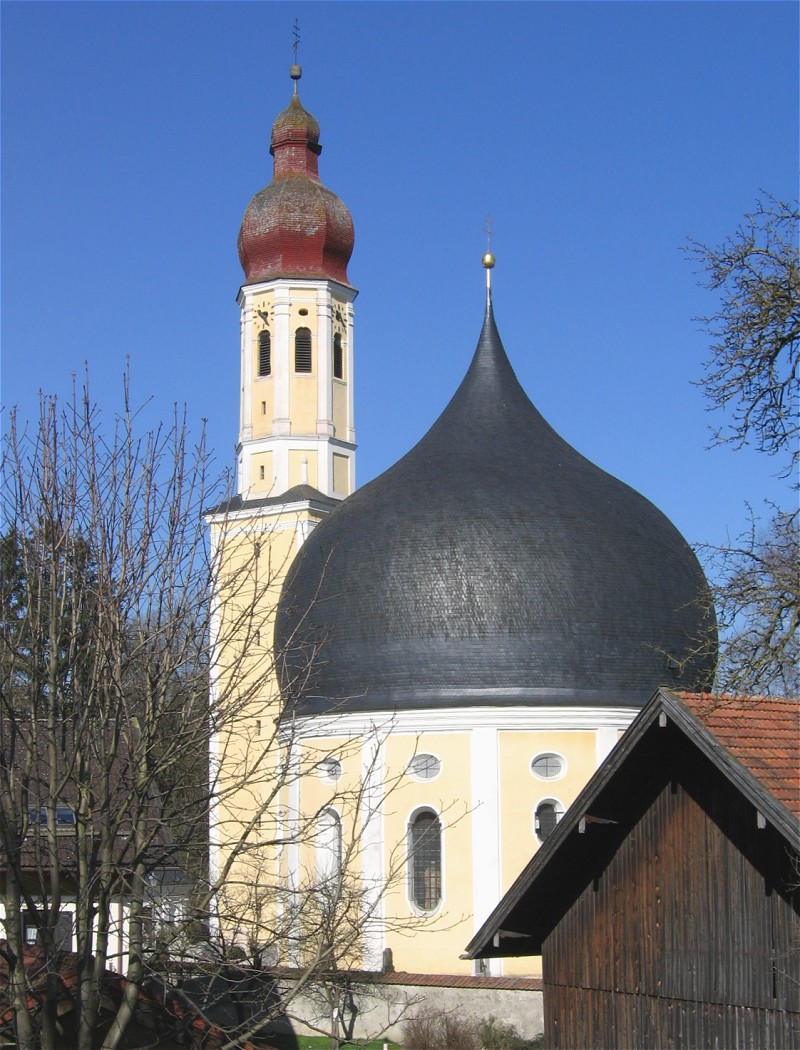
St. Johann Baptist und Heilig Kreuz

Die erste Erwähnung der Filial- und Wallfahrtskirche St. Johann Baptist und Heilig Kreuz wird auf das Jahr 1315 gesetzt. Pfarrer Waldherr sprach im Jahr 1652 von einer reparaturbedürftigen Kirche.
Wahrscheinlich entwarf Constantin Pader den Plan für das jetzige Gotteshaus. Der Schlierseer Maurermeister Georg Zwerger erbaute die Kirche 1668 innerhalb eines Jahres. Nur der alte Turmunterbau blieb erhalten. Gleichzeitig wurde die Friedhofskapelle erbaut. 1669 vollendete Zwerger die Stuckatur. 1670 wurde die Kirche wohl eingeweiht. Wegen fehlender Gelder wurde der letzte Seitenaltar erst im Jahr 1691 fertiggestellt.
Die Westerndorfer Kirche wurde bis 1996 innen vollständig renoviert.

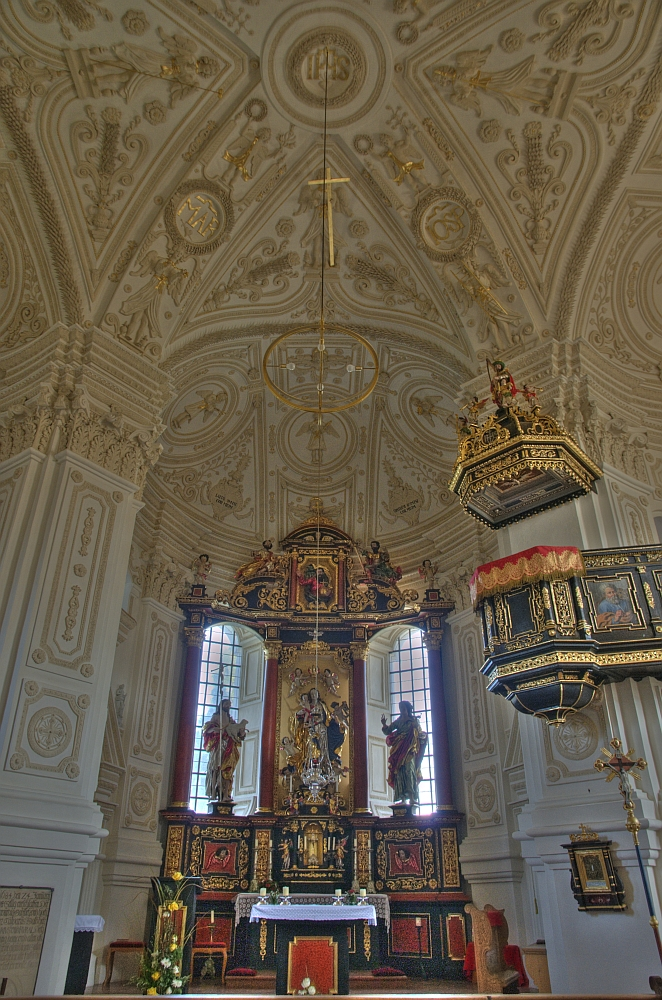
Hauptaltar
Rechter Seitenaltar
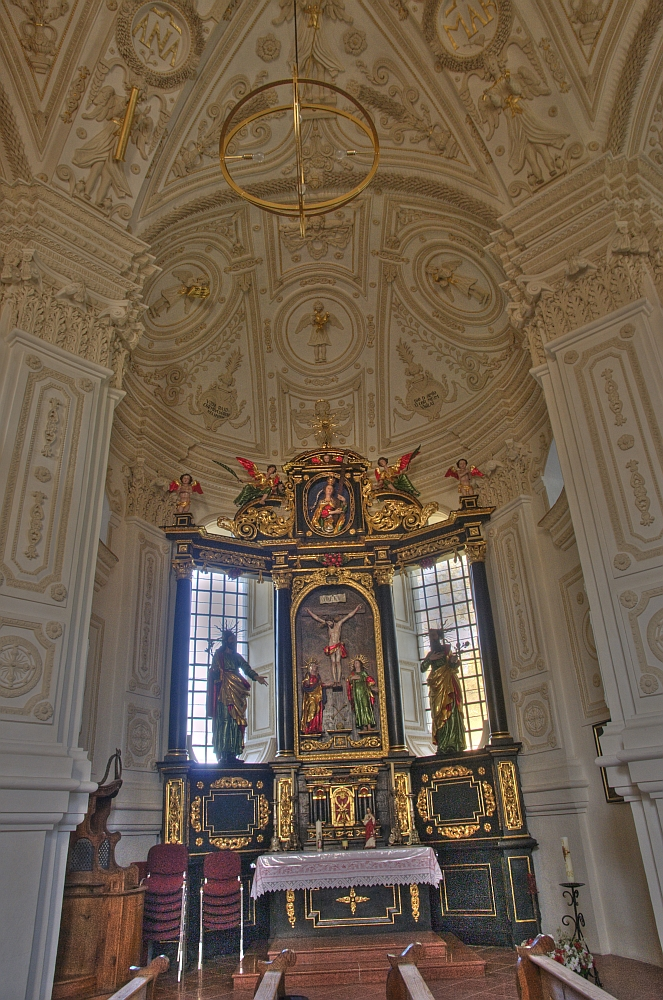
Linker Seitenaltar
Eingang – Orgel